# Incidente di Chappaquiddick
L'incidente di Chappaquiddick è un incidente d'auto accaduto a Chappaquiddick Island, nel Massachusetts, il 18 luglio 1969, causato dalla negligenza del senatore statunitense Ted Kennedy, che portò alla morte della ventottenne Mary Jo Kopechne, rimasta intrappolata nell'autovettura che finì in acqua precipitando giù da un ponte. Secondo la testimonianza di Kennedy, egli perse accidentalmente il controllo dell'auto, finendo in un canale sottostante. Riuscito a liberarsi, si allontanò dalla scena denunciando l'incidente alle autorità solamente 10 ore dopo l'accaduto.
Nel frattempo, la Kopechne morì affogata all'interno del veicolo, che era stato sommerso dall'acqua; l'auto e la Kopechne furono recuperati da alcuni sommozzatori il giorno successivo a quello dell'incidente. Kennedy, che si dichiarò colpevole di aver abbandonato la scena dell'incidente, venne condannato a due mesi di carcere, con sospensione della pena. L'incidente di Chappaquiddick diventò uno scandalo nazionale durante gli anni settanta e influenzò la decisione di Kennedy di non candidarsi come Presidente nel 1972 e nel 1976, oltre che probabilmente a condizionare l'opinione pubblica e impedirgli di vincere nelle primarie per le elezioni presidenziali del 1980.

## Informazioni generali
Il 18 luglio 1969, il senatore americano Ted Kennedy ospitò una festa nella sua residenza estiva situata nell'isola di Chappaquiddick, accessibile tramite un traghetto dalla città di Edgartown che si trova sulla vicina e più grande isola di Martha's Vineyard. L'incontro era una riunione di un gruppo di sei donne, fra cui Mary Jo Kopechne, conosciute come boiler-room girls, che lavorarono per la campagna presidenziale del fratello Robert. C'erano anche il cugino di Kennedy, Joseph Gargan, e Paul F. Markham, un amico di scuola di Gargan che aveva precedentemente lavorato come procuratore. Erano presenti alla festa anche l'avvocato Charles Tretter, Raymond La Rosa, e John Crimmins (l'autista part-time di Kennedy). Kennedy gareggiava nella regata dell'Edgartown Yacht Club, una competizione di barche che era iniziata da qualche giorno.
Secondo la testimonianza di Kennedy, resa quando venne interrogato riguardo alla morte di Kopechne, lui lasciò la festa "approssimativamente alle 23:15". Quando stava per uscire, Kopechne gli disse che anche lei se ne sarebbe andata se lui l'avesse accompagnata all'hotel. Kennedy chiese le chiavi dell'auto di sua madre al suo autista, Crimmins. Alla domanda sul perché non si sia fatto dare un passaggio per entrambi dal suo autista, Kennedy rispose che "Crimmins ed alcuni altri ospiti stavano finendo di mangiare, godendosi la compagnia e non mi sembrò necessario chiedergli di riportarmi a Edgartown”. Kopechne non disse a nessun altro che se ne stava andando insieme a Kennedy, e lasciò il suo borsello e la chiave dell'albergo alla festa.

## Cronologia degli eventi
Christopher "Huck" Look era vice sceriffo in servizio durante quella notte, come ufficiale di polizia al ballo della regata di Edgartown. Alle 23:30, Look si allontanò dal ballo e andò a Chappaquiddick, con la barca dello Yacht Club; poi entrò nella sua auto e guidò verso casa sua, a sud del Dike Bridge. Testimoniò che tra le 23:30 e le 23:45 vide un'auto scura avvicinarsi all'incrocio della Dike Road. Alla guida vi era un uomo e sul sedile a lato, una donna. L'auto prese la strada privata Cemetery Road e si fermò lì. Pensando che gli occupanti del veicolo si fossero persi, Look uscì dalla sua auto dirigendosi a piedi verso di loro. Quando fu a una distanza di 7–8 m l'auto incominciò ad andare verso di lui in retromarcia. Quando Look provò ad offrire il suo aiuto, l'auto andò rapidamente in direzione Est, verso l'oceano, lungo la Dike Road, lasciando dietro di sé una nuvola di polvere. Look si ricordò che la targa dell'auto iniziava con una "L" e conteneva due "7", entrambi i dettagli coincidevano con l'auto di Kennedy modello Oldsmobile Delmont 88, 4 porte, del 1967, targata L78-207.

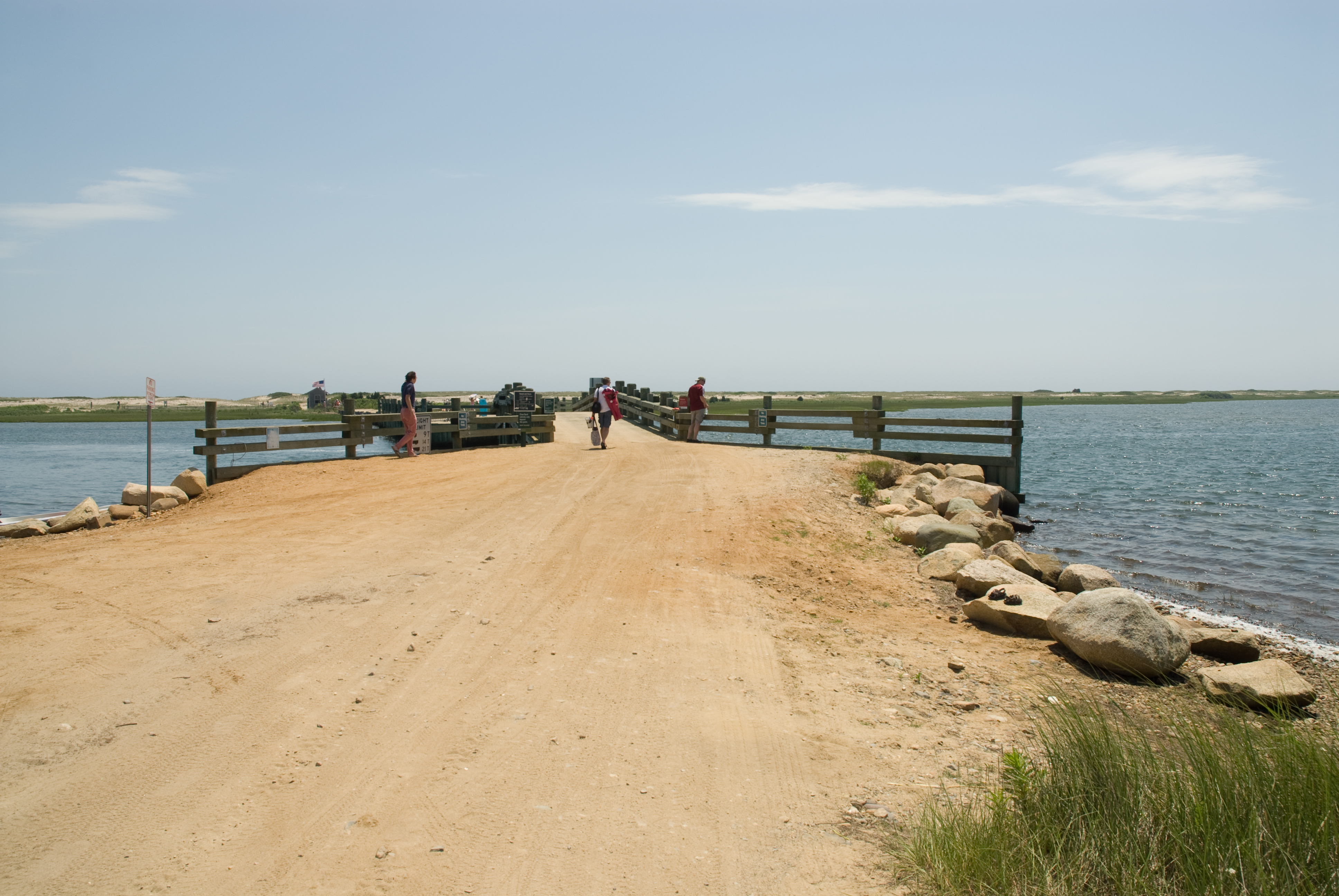
Il Dike Bridge, Chappaquiddick, fotografato nel 2008. Il ponte presenta dei parapetti che non aveva nel 1969.

Secondo quanto testimoniato da Kennedy durante l'inchiesta, egli sbagliò strada, entrando nella Dike Road, che era una strada sterrata che portava al Dike Bridge (anche scritto Dyke Bridge). La Dike Road non era asfaltata, ma Kennedy, guidando "approssimativamente a 30 km/h" non si rese conto di non essere più diretto al molo del vaporetto. Il Dike Bridge era un ponte di legno senza sponde e situato in prossimità di una curva. Una frazione di secondo prima di averlo raggiunto, Kennedy frenò e finì sopra il margine del ponte. L'auto cadde all'interno del Poucha Pond, capovolgendosi sott'acqua. Kennedy si ricordò successivamente che lui riuscì a liberarsi e nuotare via, al contrario di Kopechne che rimase bloccata. Durante l'interrogatorio, Kennedy affermò di aver chiamato Kopechne più volte dalla riva e di aver provato a nuotare per tirarla fuori sette o otto volte. Si è quindi riposato sulla riva per circa 15 minuti, prima di essere ritornato a piedi al Lawrence Cottage, il luogo della festa. Kennedy negò di aver visto una casa con delle luci accese durante la sua camminata verso il Lawrence Cottage.

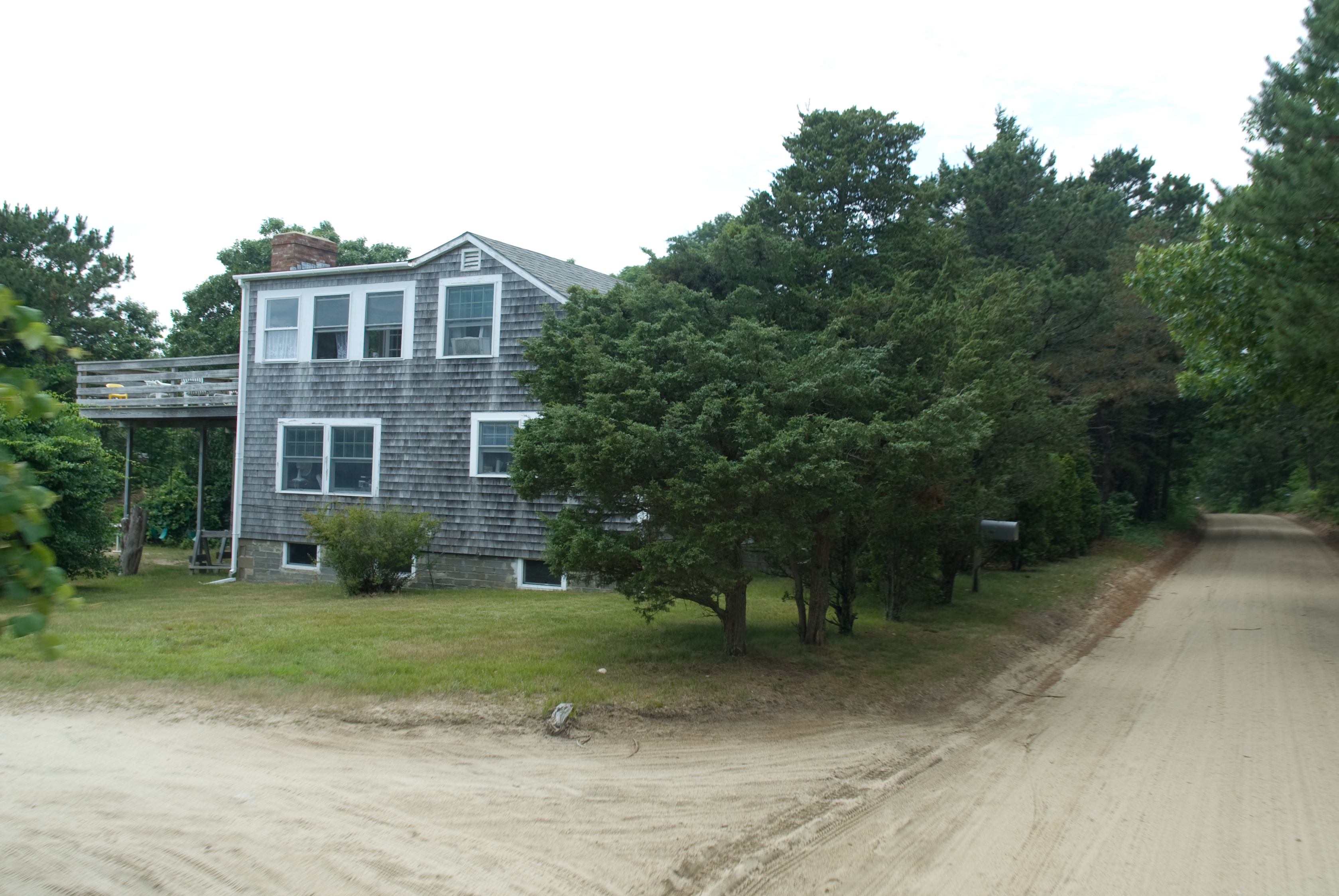
"Dike House" lungo la Dike Road

Secondo un commentatore, il percorso fatto da Kennedy a piedi verso il Lawrence Cottage lo avrebbe condotto presso alcune case dalle quali avrebbe potuto telefonare per chiedere aiuto, prima di raggiungere il telefono del cottage. In ogni caso, non provò a contattare i residenti della zona. La prima delle case, chiamata "Dike House" distava circa 140 m dal ponte, e al tempo dell'incidente era abitata da Sylvia Malm e dalla sua famiglia. Malm disse successivamente che aveva lasciato una luce accesa nella sua casa quando se ne andò a dormire quella notte.
Secondo la testimonianza di Kennedy, Gargan e Paul Markham si recarono al luogo dell'incidente per cercare di soccorrere Kopechne. Entrambi gli uomini cercarono di immergersi nell'acqua più volte per salvare Kopechne. Kennedy testimoniò che i loro sforzi per recuperare Kopechne fallirono; Gragan e Markham lo accompagnarono al molo del traghetto. Entrambi gli uomini insistettero numerose volte che l'incidente avrebbe dovuto essere denunciato alle autorità. Secondo la testimonianza di Markham, Kennedy piangeva ed era sull'orlo della follia. Kennedy testimoniò "Io avevo tutta l'intenzione di denunciare il fatti. Dissi a Gargan e a Markham qualcosa del tipo «Voi pensate alle altre ragazze, io penserò all'incidente!» - questo fu quello che dissi prima di tuffarmi in acqua." Kennedy aveva già detto a Gargan e Markham di non dire nulla riguardo all'incidente alle altre ragazze "In quanto ero fermamente convinto che se le ragazze avessero saputo dell'incidente e del fatto che Mary Jo fosse annegata, le ragazze si sarebbero precipitate sulla scena dell'incidente e avrebbero cercato di entrare in acqua con il serio rischio che si facessero male".

Successivamente Gargan e Markam testimoniarono di essere convinti che Kennedy avrebbe informato le autorità una volta ritornato a Edgartown, e per questo non denunciarono il fatto loro stessi. Secondo la testimonianza di Kennedy, lui nuotò nel canale (lungo 150 m) e una volta tornato alla sua stanza d'albergo di Edgartown, si tolse i vestiti bagnati e si addormentò di colpo sul letto. Sentendo alcuni rumori, si mise addosso dei vestiti asciutti e chiese a qualcuno che ore fossero: erano circa le 2:30 di notte. Testimoniò che, man mano che il tempo passava "Continuavo a camminare nervosamente per la stanza... non avevo perso le speranze, magari Mary Jo era riuscita miracolosamente a scappare dall'auto".

Kennedy si lamentò con il proprietario dell'albergo che alle 2:55 di notte una festa piuttosto rumorosa lo avesse svegliato. Verso le 7:30 parlò "casualmente" con il vincitore della gara di barche, senza lasciare intendere che qualcosa fosse andato storto. Alle 8:00, Kennedy venne raggiunto nella sua stanza d'albergo da Gargan e Markham dove discussero animatamente. Secondo la testimonianza di Kennedy, i due uomini gli chiesero perché non avesse denunciato l'incidente. Kennedy rispose che "mentre nuotavo in quel canale, avevo come l'impressione che Mary Jo fosse ancora viva". I tre uomini tornarono indietro all'isola di Chappaquiddick con il traghetto, durante il viaggio Kennedy fece alcune telefonate usando un telefono pubblico. Telefonò ad alcuni suoi amici per chiedere consigli. Ancora una volta, Kennedy non denunciò l'incidente alle autorità.

## Il ritrovamento del corpo di Kopechne e la dichiarazione di Kennedy
Quella mattina di buon'ora, due pescatori videro l'auto sott'acqua, e lo riferirono ai residenti della casa più vicina al luogo dell'incidente alle 8:20 circa.
Il capo della polizia di Edgartown, James Arena, arrivò sulla scena dell'incidente 10 o 15 minuti dopo. Dopo aver cercato inutilmente di esaminare l'interno del veicolo sommerso, Arena incaricò un professionista, il quale disponeva del gancio traino per trascinare il veicolo fuori dall'acqua. L'autista John Ferrar arrivò alle 8:45 equipaggiato con la muta da sub, scoprì il corpo di Kopechne, estraendolo dal veicolo in circa 10 minuti. Verificando il numero di targa, la polizia vide che corrispondeva a quella di Kennedy. Quando Kennedy sentì la notizia del ritrovamento del corpo stava ancora usando il telefono pubblico. Ritornò quindi a Edgartown e si recò alla stazione di polizia. Gargan nel frattempo andò all'hotel dove soggiornavano le Boiler room girls per informarle dell'incidente.

Alle 10:00, Kennedy entrò nella stazione di polizia di Edgartown, fece un paio di telefonate, dettando al suo assistente Paul Markham la dichiarazione, poi consegnata alla polizia. La dichiarazione recitava:

## Processo
Il 25 luglio - sette giorni dopo l'incidente - Kennedy si dichiarò colpevole di aver abbandonato la scena dell'incidente, che aveva causato delle lesioni personali. L'avvocato di Kennedy chiese che un'eventuale condanna alla reclusione venisse sospesa, d'accordo con il procuratore che tenne conto dell'età di Kennedy (aveva 37 anni all'epoca dell’incidente), della sua posizione e della sua reputazione. Il giudice James Boyle condannò Kennedy a due mesi di reclusione, la pena minima per quel tipo di reato, che fu sospesa.
Leggendo la sentenza, Boyle tenne conto della fedina penale pulita di Kennedy e disse che "è già stato punito, e continuerà ad essere punito, molto di più di quello che questa corte può imporre".

## L'annuncio televisivo di Kennedy
Alle 7:30 di quella mattina, Kennedy fece un lungo discorso riguardo all'incidente, che venne trasmesso in diretta dalle reti televisive. Tra le tante cose, disse:
- Sua moglie non aveva potuto accompagnarlo alla regata "per motivi di salute".
- Non c'era stato "nessun comportamento immorale tra me e Kopechne quella notte, a dispetto delle notizie che stanno circolando".
- Non stava "guidando in stato di ebbrezza".
- Le sue azioni immediatamente successive all'incidente "erano prive di senso" per lui.
- I suoi dottori lo informarono che aveva sofferto di trauma cranico e shock, ma lui non ha cercato di usare i referti medici per evitare di far fronte alle sue responsabilità.
- Sostenne che era "indifendibile il fatto che lui non avesse denunciato immediatamente l’incidente alle autorità".
- Invece di informare subito le autorità, ha "chiesto l'aiuto di due amici, Joe Gargan e Paul Markham, facendoli arrivare immediatamente sul luogo (poco dopo la mezzanotte), in modo da provare a trovare la Sig.ina Kopechne immergendoci un'altra volta".
- "Un'infinità di pensieri" passarono per la sua mente dopo l'incidente, compresa anche "la possibilità che la ragazza fosse in qualche modo ancora viva nelle vicinanze... E che potesse esistere una sorta di maledizione verso tutti i membri della famiglia Kennedy... Che il suo ritardo nel denunciare il fatto fosse in qualche modo giustificabile... E che il peso di questo incidente possa un giorno scivolare via dalle sue spalle".
- Venne travolto da un "miscuglio di emozioni - dolore, paura, dubbio, sfinimento, panico, confusione e shock".
- Dopo aver detto a Gargan e Markham di "non allarmare quella notte gli amici di Mary Jo", Kennedy ritornò al traghetto con i due uomini e "all'improvviso si gettò in acqua, nuotando, quasi affogando un'altra volta, per ritornare alla sua camera d'albergo dove si addormentò verso le 2:00 di notte".

Kennedy quindi chiese alle persone di Massachusetts se fosse il caso per lui di dimettersi e concluse il suo discorso citando un passaggio dal libro di suo fratello John, Profiles in Courage.

## Deposizione e cause della morte
John Farrar era il capitano della Edgartown Fire Rescue (i vigli del fuoco locali) e il sub che recuperò il corpo di Kopechne. Disse che Kopechne morì per soffocamento invece che per annegamento o per l'impatto del veicolo. L'ipotesi era basata sulla postura nella quale fu trovato il corpo, che si trovava nel punto in cui ci doveva essere una bolla d'aria. Farrar disse inoltre che Kopechne avrebbe potuto essere salvata, se i soccorsi fossero giunti con tempismo. Farrar trovò il corpo di Kopechne sui sedili posteriori del veicolo, che era capovolto e sommerso. C'erano i primi segni del rigor mortis, le sue mani stringevano il sedile posteriore e la sua faccia era rivolta verso l'alto. Farrar testimoniò durante l'inchiesta:
 Farrar testimoniò durante l'interrogatorio che il corpo di Kopechne era compresso verso l'alto, dove presumibilmente si era formata una bolla d'aria.

Immaginò che questo significasse che Kopechne fosse sopravvissuta all'interno della bolla d'aria dopo lo schianto, concludendo che 
 Farrar disse che Kopechne "rimase viva per almeno due ore lì dentro".
La vittima indossava una camicetta, un reggiseno, dei pantaloni ma non le mutande. L'esaminatore medico, il Dr. Donald Mills, con un certo sollievo accertò che la morte era stata causata da annegamento. Firmò quindi il certificato di morte, restituendo alla famiglia il corpo di Kopechne senza ordinare l'autopsia; Kopechne venne seppellita il giorno dopo la sua morte. Più avanti, il 18 settembre, il Procuratore distrettuale Edmund Dinis ordinò che il corpo fosse riesumato per poter eseguire un'autopsia, in quanto era stato trovato del sangue sulla sua camicia a maniche lunghe, sulla sua bocca e sul suo naso, "che potrebbero o non potrebbero essere compatibili con la morte per annegamento". Il sangue era stato scoperto dall'impresario di pompe funebri, quando gli vennero consegnati i vestiti della donna.
Un'udienza al riguardo venne tenuta dal giudice Bernard Brominski, della corte di Luzerne Country, Pennsylvania il 20-21 di ottobre. La richiesta venne rifiutata dai genitori di Kopechne. Il medico legale Werner Spitz testimoniò a nome di Joseph e Gwen Kopechne che l'autopsia non era necessaria, in quanto le prove erano già di per sé sufficienti per concludere che Kopechne era morta per annegamento. Successivamente, il 10 dicembre, il giudice Brominsky affermò che non vi sarebbe stata nessuna riesumazione in quanto "non vi erano prove" che "qualcos'altro, eccetto l'annegamento, possa aver causato la morte di Mary Jo Kopechne".

## L'inchiesta
L'inchiesta sulla morte di Kopechne venne tenuta ad Edgartown nel gennaio 1970. Su richiesta degli avvocati di Kennedy la Corte Suprema del Massachusetts si riunì in segreto. La trascrizione dell'inchiesta, di 763 pagine venne rilasciata quattro mesi dopo. Il giudice James A. Boyle presiedette all'inchiesta. Così recitava il suo rapporto:
- L'incidente avvenne "tra le 23:30 del 18 luglio e l'1:00 del 19 luglio".
- "Kopechne e Kennedy non volevano andare al molo del traghetto, e la loro svolta nella Dike Road fu intenzionale".
- "Una velocità di 30 km/h, tenendo conto di un'auto così larga come la sua Oldsmobile è da considerarsi almeno negligente, ma forse anche spericolata".
- "Per qualche ragione non meglio specificata, Kennedy non usò una particolare prudenza mentre si avvicinava al ponte".
- "C'è il ragionevole dubbio che Kennedy guidasse in maniera pericolosa, contribuendo alla morte di Mary Jo Kopechne"

Boyle trovò prove sufficienti per dimostrare che Kennedy aveva commesso un reato, e tuttavia, nonostante che la legge del Massachusetts gli consentisse di emanare un mandato d'arresto, non lo fece. Il Procuratore distrettuale Dinis, poi, scelse di non condannare Kennedy per omicidio colposo, nonostante le prove di Boyle.
La famiglia di Kopechne non iniziò nessuna azione legale contro Kennedy, ma ricevette un pagamento di $90 904 direttamente da Kennedy e un altro di $50 000 dalla sua compagnia di assicurazione. Successivamente la famiglia di Kopechnes spiegò che la sua decisione di non iniziare nessuna azione legale derivava dal fatto che "la gente avrebbe pensato che volessimo guadagnare dei soldi, speculando sulla morte di Kopechne".

## La giuria
Il 6 aprile 1970 il gran giurì della contea di Duke si riunì in sessione speciale per investigare sulla morte di Kopechne. Il giudice Wilfred Paquet spiegò ai membri della giuria che avrebbero dovuto prendere in considerazione solo il materiale fornito dalla corte, dal procuratore distrettuale e dalle conoscenze che già possedevano. Il procuratore distrettuale Dinis, che aveva assistito all'inchiesta e letto il rapporto del giudice Boyle, disse alla giuria che non vi erano prove sufficienti per accusare Kennedy di omicidio colposo, di falsa testimonianza o di guida pericolosa. La giuria chiamò quattro testimoni, che non avevano ancora testimoniato nell'inchiesta: il loro intervento durò 20 minuti, ma non emersero dettagli rilevanti.

## L'udienza
Il 23 luglio 1969 la patente di guida di Kennedy venne sospesa. La legge del Massachusetts richiedeva la sospensione della patente in caso di incidente mortale, se non vi erano testimoni. L'udienza a porte chiuse venne tenuta il 18 maggio 1970. Venne stabilito che la sospensione della patente di Kennedy fosse prorogata di altri 6 mesi.
La moglie di Kennedy era incinta quando successe l'incidente. Nonostante fosse confinata a letto in quanto aveva avuto due precedenti aborti, andò comunque ad assistere al funerale di Kopechne e presenziò a fianco di Ted alla corte tre giorni dopo. Ebbe un terzo aborto spontaneo, del quale incolpò l'incidente di Chappaquiddick.

## Altre interpretazioni degli avvenimenti
Un episodio della serie Inside Story della BBC, Chappaquiddick, che venne mandato in onda in concomitanza del 25º anniversario della morte di Mary Jo Kopechne, presentò la teoria che Kennedy e Kopechne si fossero allontanati dalla festa con l'auto di Kennedy, il quale, quando vide una pattuglia della polizia, scese dall'auto temendo le conseguenze dell'essere visto di notte insieme a una donna così attraente. Secondo questa teoria Kennedy quindi ritornò alla festa e Kopechne, non essendo pratica di un'auto così larga e non conoscendo la zona, guidò nella direzione sbagliata, finendo giù dal ponte. L'episodio sosteneva che Kennedy la mattina seguente non fosse a conoscenza dell'incidente e che le ferite presenti sul corpo di Kopechne erano possibili solo se la donna stessa fosse stata al volante e non seduta sul lato del passeggero.
Lo scrittore Jack Olsen aveva avanzato un'ipotesi simile nel suo libro The Bridge at Chappaquiddick, pubblicato agli inizi del 1970. Olsen scrisse che Kopechne era alta 1.57 m, quindi 30 cm più bassa di Kennedy, e per questo potrebbe non aver nemmeno visto il ponte, dato che stava guidando per strade a lei sconosciute, di notte, senza nessuna illuminazione pubblica e dopo aver bevuto diverse bevande alcoliche durante la festa. Oslen scrisse anche che Kopechne era solita guidare un'auto molto più piccola, più leggera e di conseguenza più facile da maneggiare rispetto all'auto di Kennedy.

## Avvenimenti successivi
Kennedy venne rieletto nel 1970 con il 62% dei voti, mentre il Dike Bridge divenne una macabra attrazione turistica e preda di cacciatori di souvenir.
Nel 2017 venne prodotto il film Lo scandalo Kennedy (Chappaquiddick), diretto da John Curran, che, pur riportando la versione ufficiale dei fatti, propende per l'omissione di soccorso.

## Carte geografiche

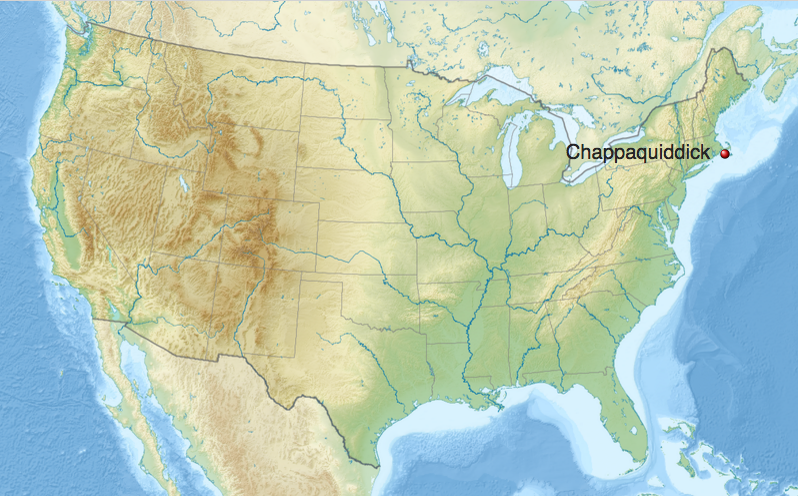
Carta degli Stati Uniti, con indicata Chappaquiddick
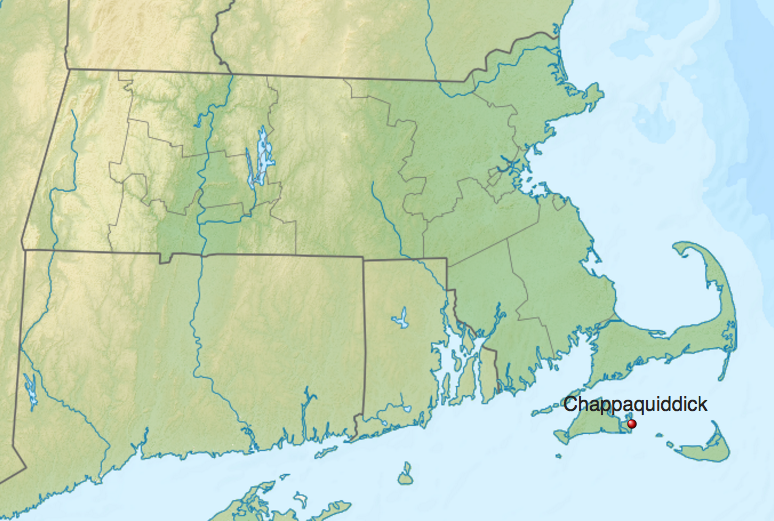
Carta del Massachusetts, con indicata Chappaquiddick

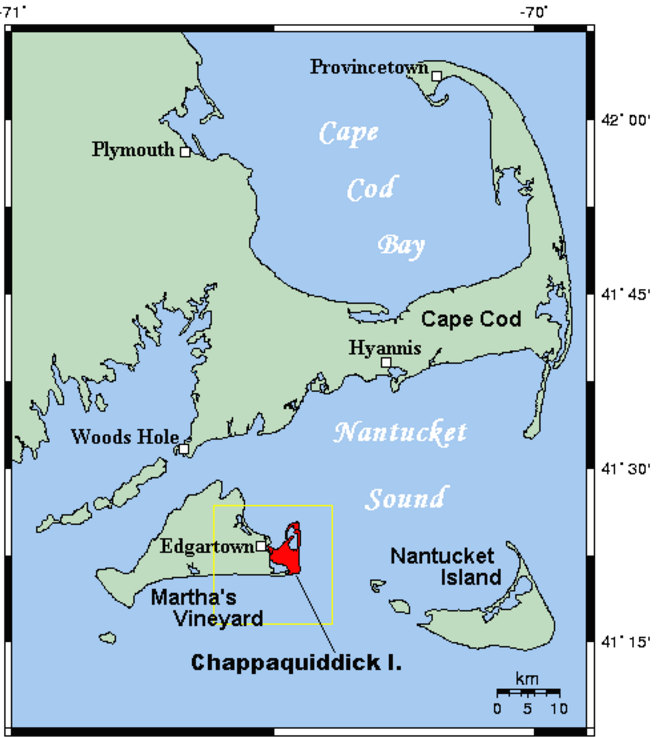
Carta di Capo Cod con indicata Chappaquiddick
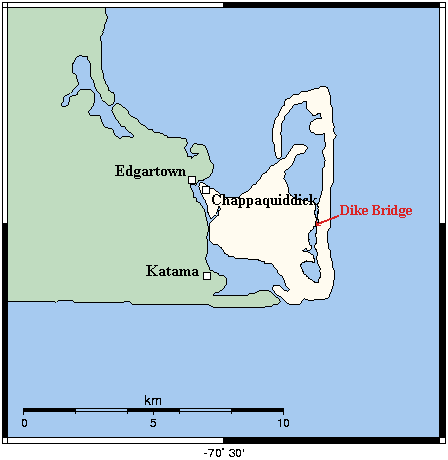
Carta dell'isola di Chappaquiddick

## Nella cultura di massa
La scrittrice statunitense Joyce Carol Oates si è ispirata all'incidente per il suo romanzo breve Acqua nera. Nella narrazione intervengono però alcune variazioni: l'episodio è spostato agli anni novanta e ha luogo a Grayling Island, nel Maine. Il nome della ragazza diventa Elizabeth Ann Kelleher (detta Kelly), mentre il personaggio corrispondente a Ted Kennedy viene semplicemente indicato come "il Senatore".